# Der Regenbogenfisch
Der Regenbogenfisch ist ein seit 1992 mehrmals aufgelegtes und in viele Sprachen übersetztes Bilderbuch des Schweizer Autors und Illustrators Marcus Pfister, das u. a. auch Vorlage für eine Zeichentrickfilmserie war.

## Handlung
Die Geschichte dreht sich um einen Regenbogenfisch, dessen Schuppen nicht nur sehr bunt, sondern einige sogar glänzend sind, was ihn zum schönsten aller Fische macht. Allerdings ist er auch eitel und will nichts von seinem Reichtum verschenken. Dadurch wird er sehr einsam. Erst durch das Teilen seines Schuppenkleides mit anderen Fischen entdeckt er sein wahres Glück. Damit versucht der Autor die einfache und universell verständliche Botschaft „Teilen macht Freude“ zu vermitteln.

## Rezeption
Die Startauflage von 1992 lag bei 30.000 Exemplaren und liegt inzwischen (Stand: 2017) bei 30 Millionen weltweit. Übersetzt wurde das Buch in mehr als 50 Sprachen, darunter auch eine Fassung in Gebärdensprache. Im März 2016 las Michelle Obama beim Osterfest aus dem Buch vor.

## Buchausgaben / Ausstattung
Für das Glitzern des Fisches setzte der Autor die Heißfolien-Prägetechnik ein, die er als Werbegrafiker kennengelernt hatte.
Das Bilderbuch ist in zahlreichen Ausgaben erschienen, von denen hier aber nur die wesentlichen aufgeführt sind:
- Der Regenbogenfisch. Gebundene Ausgabe im Bilderbuchformat. NordSüd Verlag, Gossau, Zürich, Hamburg 1992 (29. Aufl. 2011) ISBN 978-3-314-00581-7.
- Der Regenbogenfisch. Taschenbuchausgabe. C. Bertelsmann, 2001 ISBN 978-3-570-21000-0.
- Der Regenbogenfisch – Das Riesenbuch. NordSüd, 2017. ISBN 978-3-314-10421-3.

### Folgebände
- Regenbogenfisch, komm hilf mir!, 1995
- Der Regenbogenfisch stiftet Frieden, 1998
- Der Regenbogenfisch hat keine Angst mehr, 2001
- Der Regenbogenfisch kehrt zurück, 2006
- Der Regenbogenfisch entdeckt die Tiefsee, 2009
- Schlaf gut, kleiner Regenbogenfisch, 2012
- Der Regenbogenfisch lernt verlieren, 2017
- Frohe Weihnachten, Regenbogenfisch. NordSüd, Zürich 2020, ISBN 978-3-31-410545-6.
- Der Regenbogenfisch glaubt nicht alles. NordSüd, Zürich 2022, ISBN 978-3-31-410611-8.

### Sonstige Ausgaben
- Der Regenbogenfisch lernt zählen, Pappbilderbuch, 2001
- Der Regenbogenfisch lernt das ABC, Pappbilderbuch, 2002
- Der Regenbogenfisch lernt teilen, Ein Malbuch. Mit einer Geschichte und glitzernden Stickern. Taschenbuch. 2001
- Der Regenbogenfisch möchte spielen, Stickerbuch
- Der Regenbogenfisch feiert Weihnachten, Kalender

### Sachbücher
- Burkhard Fries: Das Regenbogenfisch-Begleitbuch, NordSüd, 2017, ISBN 978-3-314-10398-8.

### Hörbücher/Hörspiele
- Regenbogenfisch, komm hilf mir!
- Der Regenbogenfisch stiftet Frieden
- Der Regenbogenfisch und der fremde Fisch.
- Der Regenbogenfisch kehrt zurück.
- 3er Box 1-3 Folge

## Filme
Zudem erschienen seit 1997 mehrere Filme mit einer durchschnittlichen Laufzeit ca. 45 Minuten als VHS und auf DVD. Diese sind:
- Der Regenbogenfisch – Eines Fisches Kostbarkeiten und andere Geschichten. Edel Germany GmbH, 2000.
- Der Regenbogenfisch – Herr von Säbel muß zur Schule und andere Geschichten
- Der Regenbogenfisch – Klein aber oho und andere Geschichten
- Der Regenbogenfisch – Mädchen sind doof und andere Geschichten
- Der Regenbogenfisch – Regenbogen schummelt und andere Geschichten
- Der Regenbogenfisch – Steven Spielbogen und andere Geschichten

## Zeichentrickserie
Der Regenbogenfisch ist auch Titel einer deutsch-amerikanisch-kanadischen Zeichentrickserie, die auf dem gleichnamigen Bilderbuch von Marcus Pfister basiert.

### Handlung
Die Handlung ist nicht dieselbe wie im Buch, benutzt allerdings bekannte Charaktere und baut darauf eine neue Geschichte auf.
Im Ozean lebt in der Neptun-Bucht der Regenbogenfisch Regenbogen zusammen mit seiner Familie. Er denkt immer, er könnte alles schaffen, überschätzt sich daher leicht und bringt sich dadurch öfter in schwierige Situationen. Dies liegt unter anderem an seinem glitzernden und bunten Schuppenkleid, das als sehr schön empfunden wird und bei ihm ein übertriebenes Selbstbewusstsein erzeugt. Glücklicherweise hat er treue Freunde, die ihm bei Problemen und Abenteuern zur Seite stehen. Die Abenteuer der Fische vermitteln unterschiedliche Grundwerte, die sich auch auf die reale Welt übertragen lassen und mit Humor erzählt werden.

### Produktion und Ausstrahlung
Die Serie wurde von 1999 bis 2000 produziert. Dabei entstanden 26 Doppelfolgen. Zuständige Produktionsfirmen sind EM.TV, die Merchandising AG und die Decode Entertainment Inc. Die Musik stammt von Matthew McCauley. Regie führte Drew Edwards und leitender Produzent war Beth Stevenson.
In Deutschland wurde die Serie erstmals am 8. Januar 2000 auf Sat1 ausgestrahlt und lief dort bis zum 17. Juni 2000. Weitere Ausstrahlungen erfolgten im ZDF, auf KIKA, Disney Junior, dem Disney Channel, Playhouse Disney und auf Premiere. Die Serie wurde außerdem als DVD in drei Teilen und einer Komplettbox aus vier DVDs veröffentlicht.

### Synchronisation
| Rolle             | Deutscher Sprecher    | Englischer Sprecher |
| ----------------- | --------------------- | ------------------- |
| Regenbogenfisch   | Karim El Kammouchi    | Rhys Huber          |
| Aqua              | Simone Brahmann       | Ellen Kennedy       |
| Blue              | Sabine Bohlmann       | Andrew Francis      |
| Chomper           | Dominik Auer          | Christopher Gray    |
| Direktor Gewelter | Thomas Rau            | French Tickner      |
| Herr von Säbel    | Tonio von der Meden   | Colin Murdock       |
| Seelilly          | Solveig Duda          | Chantal Strand      |
| Stingo            | Johannes Raspe        | Bill Switzer        |
| Wanda             | Eva Maria Bayerwaltes | Kathleen Barr       |

### Episodenliste
| Folge | Folge | deutscher Titel                        | englischer Titel                        | deutsche Erstausstrahlung |
| 1     | a     | Mädchen sind doof                      | Rainbow Fish and the New Girl at School | 8. Januar 2000            |
| 1     | b     | Regenbogen und der Puck                | Rainbow Fish Meets Wayne Grunion        | 8. Januar 2000            |
| 2     | a     | Regenbogen und das Meeresschneckenhorn | Rainbow Fish Plays the Conch Shell      | 15. Januar 2000           |
| 2     | b     | Strudelsurfen                          | Riptide                                 | 15. Januar 2000           |
| 3     | a     | Regenbogen schummelt                   | Rainbow Gets an ‘A                      | 22. Januar 2000           |
| 3     | b     | Opas alte Geschichten                  | Grandpa’s Fishy Tale                    | 22. Januar 2000           |
| 4     | a     | Regenbogen hat Zahnschmerzen           | Rainbow’s Dental Dilemma                | 29. Januar 2000           |
| 4     | b     | Regenbogen und der Popstar             | Rainbow Fish and the Pop Star           | 29. Januar 2000           |
| 5     | a     | Klein aber oho                         | Sherman Shrimp                          | 5. Februar 2000           |
| 5     | b     | Im Lawinengraben                       | Lost in Crumbling Canyon                | 5. Februar 2000           |
| 6     | a     | Regenbogen geht arbeiten               | The Golf Lesson                         | 12. Februar 2000          |
| 6     | b     | Rubys Abenteuer beim Babysitten        | Ruby’s Adventures in Babysitting        | 12. Februar 2000          |
| 7     | a     | Herr von Säbel muss zur Schule         | Sir Sword Goes Back to School           | 19. Februar 2000          |
| 7     | b     | Regenbeau de Bergerac                  | Rainbeau De Bergerac                    | 19. Februar 2000          |
| 8     | a     | Macht verdirbt den Charakter           | Big Fish on Campus                      | 26. Februar 2000          |
| 8     | b     | Blue bekommt ein Schwesterchen         | Sibling Rivalry                         | 26. Februar 2000          |
| 9     | a     | Eines Fisches Kostbarkeiten            | One Fish’s Treasure                     | 4. März 2000              |
| 9     | b     | Projekt Regenbogen                     | Project Rainbow Fish                    | 4. März 2000              |
| 10    | a     | Geschwisterliebe                       | Ruby Slips In                           | 11. März 2000             |
| 10    | b     | Regenbogen verkauft Bonbons            | Working Fish                            | 11. März 2000             |
| 11    | a     | Steven Spielbogen                      | Cecil B. Derainbow                      | 18. März 2000             |
| 11    | b     | Lügen haben kurze Flossen              | Rainbow’s Pen Pal                       | 18. März 2000             |
| 12    | a     | Beruf: Reporterin                      | Campus Current                          | 25. März 2000             |
| 12    | b     | Regenbogen allein zuhaus               | Fish Alone                              | 25. März 2000             |
| 13    | a     | Die Superflossen Clique                | Rainbow Fish and the In Crowd           | 1. April 2000             |
| 13    | b     | Die Ritter der Korallentafel           | Knights of the Coral Table              | 1. April 2000             |
| 14    | a     | Pech für Ruby, Pech für Regenbogen     | Bad Luck Ruby                           | 8. April 2000             |
| 14    | b     | Null Null Regenbogen                   | Father’s Day                            | 8. April 2000             |
| 15    | a     | Der Freund aus der Vorzeitx            | Father’s Day                            | 15. April 2000            |
| 15    | b     | Wahlkampf                              | May the Better Fish Win!                | 15. April 2000            |
| 16    | a     | Ehrlich schwimmt am längsten           | Blue’s Fishy Catch                      | 21. April 2000            |
| 16    | b     | Falscher Verdacht                      | To Catch a Thief                        | 21. April 2000            |
| 17    | a     | Rate, wer zum Essen kommt              | …Guess Who’s Coming to Dinner           | 22. April 2000            |
| 17    | b     | Liebe fällt nicht vom Himmel           | It’s a Wonderful Fish                   | 22. April 2000            |
| 18    | a     | Der Umzug                              | Moving Day                              | 24. April 2000            |
| 18    | b     | Hochzeitstag mit Hindernissen          | Romantic Dinner                         | 24. April 2000            |
| 19    | a     | Der Aufpasser                          | The Bodyguard                           | 29. April 2000            |
| 19    | b     | Mami geht arbeiten                     | Mom’s Away                              | 29. April 2000            |
| 20    | a     | Das Mädchen Seelilly                   | How Sea Filly got her Groove Back       | 6. Mai 2000               |
| 20    | b     | Der Rowdy                              | High Tide Noon                          | 6. Mai 2000               |
| 21    | a     | Videospielsüchtig                      | Game Girl                               | 13. Mai 2000              |
| 21    | b     | Zwei alte Komiker                      | There’s No Business Like Show Business  | 13. Mai 2000              |
| 22    | a     | Seelilly braucht Hilfe                 | Sea Filly Needs a Helping Fin           | 20. Mai 2000              |
| 22    | b     | Prinz von und zu Blue                  | Prince Blue                             | 20. Mai 2000              |
| 23    | a     | Der Billard Hai                        | Pool Shark                              | 27. Mai 2000              |
| 23    | b     | Halloween in der Neptunbucht           | Halloween Under H2O                     | 27. Mai 2000              |
| 24    | a     | Die Räumungsklage                      | Eviction Notice                         | 3. Juni 2000              |
| 24    | b     | Campingferien                          | The Vacation                            | 3. Juni 2000              |
| 25    | a     | Blue als Untermieter                   | Cave Mates                              | 10. Juni 2000             |
| 25    | b     | Chomper macht großes Theater           | Chomper, Master Thespian                | 10. Juni 2000             |
| 26    | a     | Schluckauf                             | Rainbow’s Hiccups                       | 17. Juni 2000             |
| 26    | b     | Herr von Säbel spielt Weihnachtsmann   | Santa Sword is Coming to Town           | 17. Juni 2000             |

## Musical
Die Geschichte des Regenbogenfisches wurde außerdem als Musical umgesetzt, das auch als Audio-CD erschien.
Trackliste
1. Weit draussen im Meer
2. Schön wie der Regenbogen
3. Komm Spiel mit uns – Teil 1
4. Komm Spiel mit uns
5. Komm Spiel mit uns – Teil 2
6. Der Oktopus – Teil 1
7. Fische sind mir schnuppe
8. Der Oktopus – Teil 2
9. Verschenke Deinen Schatz
10. Der Oktopus – Teil 3
11. Er ist gemein
12. Der Oktopus – Teil 4 / Ein kranker Fisch Teil 1-5 / Anders/Der Haikampf/Das Finale
13. Geben ist wunderbar
14. Der Regenbogenfisch verschenkt seine Schuppen – Teil 1
15. Was für ein Glitzern, was für ein Funkeln
16. Der Regenbogenfisch verschenkt seine Schuppen – Teil 2
17. Doktorfisch
18. Der gefährlichste Ort im Meer
19. Au weia, was uns hier wohl erwartet
20. Angst vor dem, was man nicht kennt
21. Bin ich anders als sie?
22. Auch ich war mal allein
23. Der Räuberfisch
24. Der Kampf mit dem Hai
25. Es ist wichtig, Freunde zu sein!

## Spiele und Sonstiges
Es erschien außerdem ein Computerspiel, das hauptsächlich als Lernspiel für Kinder gedacht ist und ein Quartett-Kartenspiel, sowie ein Puzzle. Weiterhin werden Merchandising-Artikel verkauft. Auf seiner Webseite bietet Marcus Pfister außerdem Bastelunterlagen, Druckvorlagen, Grafiken und weitere Dinge kostenlos an.